# Kodansha

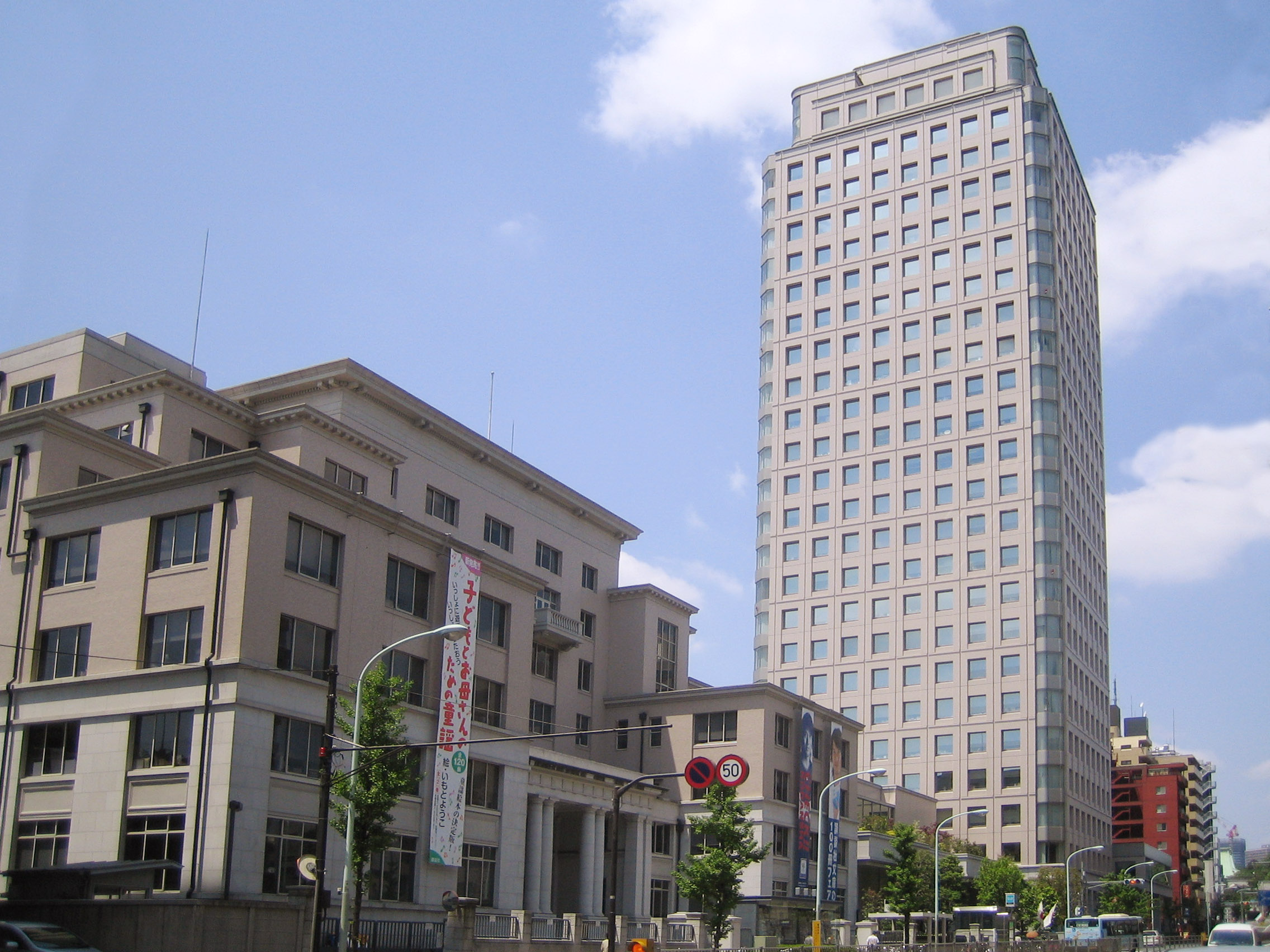
Kodansha's hoofdkantoor in Bunkyo, Tokio, Japan

Kodansha Ltd. (株式会社講談社, Kabushiki-gaisha Kōdansha) is een Japanse uitgeverij gelegen te Bunkyo in Tokio. Kodansha is de grootste Japanse hedendaagse uitgeverij en produceert magazines als Nakayoshi, Afternoon, Evening en Weekly Shonen Magazine. Ook geeft dit bedrijf literaire magazines uit zoals Gunzo en Weekly Gendai. Het is ook verantwoordelijk voor het Japanse woordenboek Nihongo Daijiten. Kodansha werd in 1909 opgericht door Seiji Noma. Het bedrijf wordt vandaag beheert door zijn familie.

## Geschiedenis
In 1909 richtte Seiji Noma Kodansha op als een onderdeel van Dai-Nippon Yūbenkai. Hun eerste publicatie was het literaire magazine Yuben. Het bedrijf kreeg de naam Kodansha in 1911. Hun motto is "omoshirokute, tame ni naru" (面白くて、ためになる, Om interessant en nuttig te zijn).
Kodansha Limited bezit de Otawa Groep, welke bedrijven als King Records en Kobunsha onder zijn vleugels heeft. Het publiceert de dagelijkse krant Nikkan Gendai. Ook heeft het bedrijf nauwe banden met The Walt Disney Company en is het de officiële sponsor van Tokyo Disneyland. Kodansha sponsort de Kodansha Manga Prijs, welke loopt sinds 1977.
Kodansha is de grootste uitgeverij in Japan. In 2002 kende het bedrijf verliezen vanwege de toenmalige economische recessie in Japan. Dit was het eerste jaar sinds Wereldoorlog II waarin het bedrijf verlies draaide.
In april 2011 kondigde het bedrijf aan dat het zijn Engelstalige uitgeverij, Kodansha International, zou sluiten. Hun Amerikaanse tak, Kodansha USA, bestaat nog.
In oktober 2016 kocht Kodansha de uitgeverij Ichijinsha op.

## Relaties met andere bedrijven
Kodansha bezit verscheidene televisieomroepen in Japan. Ook bezit het aandelen van Nippon Cultural Broadcasting en Kobunsha.
Kodansha heeft een complexe relatie met Nippon Hoso Kyokai (NHK), de publieke omroep van Japan. Veel manga en romans die uitgegeven worden door Kodansha werden tot anime verwerkt, welke door NHK uitgezonden worden. Dit leidde in het verleden soms tot onenigheden en zelfs een rechtszaak in 2000.

## Gewonnen prijzen
- Japan Foundation: Japan Foundation Special Prize, 1994.[5]

## Boeken uitgegeven door Kodansha
- Disney Ehon (ディズニー絵本, Dizunī Ehon)
- Disney Gold (ディズニーゴールド, Dizunī gōrudo)

## Magazines gepubliceerd door Kodansha

### Manga magazines
Dit is een lijst van mangamagazines uitgegeven door Kodansha.

#### Magazines gericht op een mannelijk publiek
Kodomo manga magazines
- Comic Bom Bom (1981-2007) (Stopgezet)

Shonen manga magazines
- Weekly Shonen Magazine (sinds 1959)
- Monthly Shonen Magazine (sinds 1975)
- Shonen Sirius (maandelijks) (sinds 2005)
- Bessatsu Shōnen Magazine (maandelijks) (sinds 2009)

Stopgezet
- Shonen Magazine Wonder (onbekend)
- maandelijks Manga Shōnen (1947-1955)
- Bessatsu Shonen Magazine (1964-1974) (later hernoemd naar Monthly Shōnen Magazine in 1975)
- Magazine Special (maandelijks) (1983-2017)
- Monthly Shonen Rival (2008-2014)

Seinen manga magazines
- Weekly Young Magazine (sinds 1980)
- Monthly Young Magazine (sinds onbekend)
- Morning (wekelijks) (sinds 1982) (oorspronkelijk gepubliceerd onder de titel Comic Morning)
- Morning 2 (maandelijks) (sinds 2006)
- Afternoon (maandelijks) (sinds 1986)
- Good! Afternoon (maandelijks) (sinds 2012), (tweemaandelijks) (vanaf 2008-2012)
- Evening (tweewekelijks) (sinds 2001)

Stopgezet
- Magazine Z (1999-2009)
- Young Magazine Uppers (1998-2004)

### Magazines gericht op een vrouwelijk publiek
Shojo manga magazines
- Nakayoshi (maandelijks) (sinds 1954)
- Bessatsu Friend (maandelijks) (sinds 1965)
- Betsufure (per kwartaal) (sinds onbekend)
- Dessert (maandelijks) (sinds 1996)
- Aria (maandelijks) (sinds 2010)
- Nakayoshi Lovely (5 delen per jaar) (sinds onbekend)
- The Dessert (maandelijks) (sinds onbekend)

Stopgezet
- Shojo Club (onbekend)
- Shojo Friend (1962-1996)
- Mimi (1975-1996)

Josei manga magazines
- Be Love (tweewekelijks) (sinds 1980) (Oorspronkelijk uitgegeven onder de titel Be in Love)
- Kiss (tweewekelijks) (sinds 1992)
- Kiss Plus (tweemaandelijks) (sinds onbekend)
- ITAN (per kwartaal) (sinds 2010)

### Literaire magazines
- Gunzo, maandelijks literair magazine
- Mephisto, driejaarlijkse literair magazine met een focus op detectieveverhalen
- Faust